# 平和市民公園
平和市民公園（へいわしみんこうえん）は、大分県大分市萩原にある都市公園（総合公園）である。

## 概要

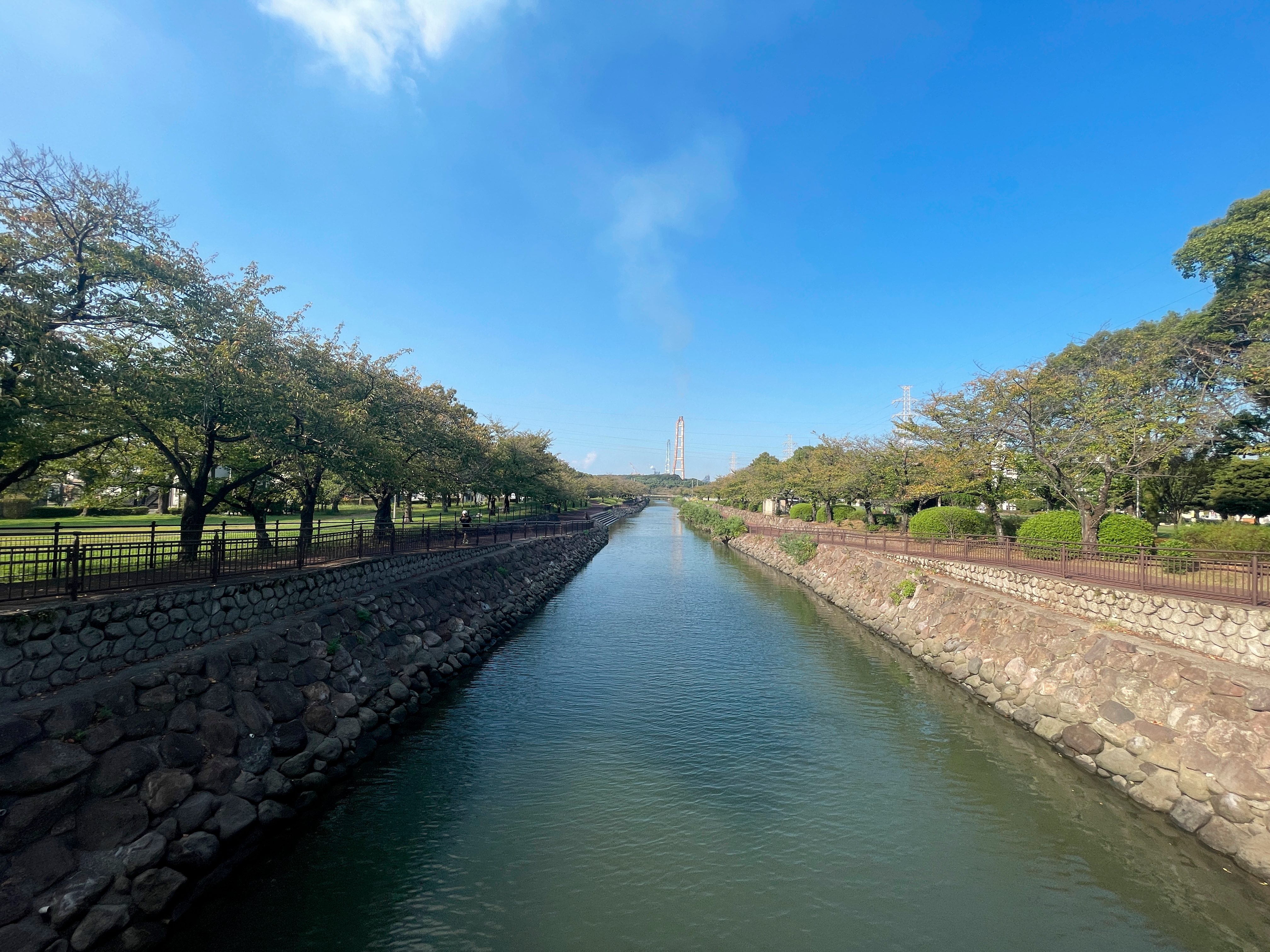
平和市民公園の間を流れる裏川

大分川の派川（分流）である裏川沿いに、概ね南北に延びる細長い公園で、1979年（昭和54年）から整備が進められた。かつては裏川公園という名称であったが、公募をもとに1990年（平成2年）に平和市民公園に改称した。
園内には、ムッちゃん平和像のあるわんぱく広場や、能楽堂がある和風庭園、武漢の森、その他数多くの広場がある。また、わんぱく広場と能楽堂との間には大分県立芸術会館があったが、2015年3月に閉館。跡地には2017年（平成29年）4月に大分県立埋蔵文化財センターが移転している。
裏川に沿って800本以上の桜が植えられており、春は花見客で賑わう。

## 施設
- 国際交流広場 - 9,251m2、1986年（昭和61年）3月31日開園
- 散策路 - 8,256m2、1987年（昭和62年）3月31日開園
- 芝生広場 - 15,878m2、1981年（昭和56年）4月1日開園
- 多目的広場 - 35,576m2、1981年（昭和56年）4月1日開園
- 中央プラザ - 9,727m2、1989年（平成元年）3月31日開園
- 武漢の森 - 6,334m2、1985年（昭和60年）3月31日開園
- 催し広場 - 総合17,4682、1990年（平成2年）3月31日開園
- 和風庭園 - 17,1122、1989年（平成元年）3月31日開園
- わんぱく広場 - 6,427m2、1981年（昭和56年）4月1日開園[1]

### 平和市民公園能楽堂
1990年（平成2年）4月4日に開館。鉄筋コンクリート構造平屋建で、5.9m四方の能舞台と、568席（椅子席375席、桟敷席他193席）の見所（観客席）を有する。